# 老鼠、虱子和历史
老鼠、虱子和历史（英語：Rats, Lice and History）是汉斯·津瑟创作的一本关于斑疹傷寒流行史的科普书籍，1935年出版。在书中他将人类历史的发展与疾病联系在一起，这一点启发了后来的《瘟疫与人》（Plagues and Peoples，威廉·H·麦克尼尔）和《槍炮、病菌與鋼鐵》（Guns, Germs, and Steel，賈德·戴蒙）。